# André Saglio
Pour les articles homonymes, voir Saglio (homonymie).
Pour les autres membres de la famille, voir Famille Saglio.
 (avril 2017).
Jules André Saglio, dit Jacques Drésa ou Drésa, né le 11 janvier 1869 à Versailles et mort le 16 mai 1929 à Paris, est un peintre, décorateur et costumier français.
Commissaire du gouvernement français pour les expositions des Beaux-Arts de 1890 à 1921, il créa les décors et les costumes de nombreux spectacles au théâtre des Arts de 1910 à sa mort.

## Biographie

### Famille et formation
André Saglio est né à Versailles, le 11 janvier 1869. Son père Edmond Saglio est le gendre d'Édouard Charton, homme politique et fondateur-rédacteur du Magasin Pittoresque et du Tour du monde. Edmond Saglio est l’auteur principal du Dictionnaire des Antiquités grecques et romaines. D’abord conservateur au musée du Louvre, il est directeur-conservateur du musée de Cluny de 1893 à 1903 ; il y jouit d’un appartement de fonction : ses fils logent au-dessus des salles de collection, domaine fantastique et merveilleux.
Chez les Saglio, André est entouré d’artistes : les peintres Camille et Thérèse Saglio, cousins de son père et leur gendre Alfred Parent de Curzon. Son frère aîné Édouard choisit le métier de peintre, et Charles, le plus jeune, pratique l’aquarelle.
André Saglio n’a pas connu le frère de son grand-père, le peintre Ernest Charton, qui fit carrière au Chili et en Argentine.
Il est élève à l’École alsacienne et au lycée Henri IV à Paris. Bachelier-ès-lettres, il prend un engagement conditionnel d’un an au 15e régiment d’artillerie en 1888.

### Au ministère des Beaux-Arts
En 1889, André Saglio est attaché au ministère de l’Instruction publique et des Beaux-Arts pour l’Exposition universelle de Paris. En mars 1890, son affectation est confirmée après réussite d’un concours où il se classe troisième : il est nommé rédacteur au ministère des Beaux-Arts. En 1894, son ouvrage Maisons d’hommes célèbres est couronné par le prix Saintour de l’Académie française.
En 1897, André Saglio est adjoint du commissaire des Expositions, Henri Giudicelli, pour l’Exposition internationale de Bruxelles. La France y envoie « les œuvres d’artistes vivants au 1er janvier 1890 ». Parmi eux, le cousin Alfred de Curzon, et un groupe de jeunes peintres qu’on appellera « la Bande noire », ou, plus justement, « les peintres intimistes » : Lucien Simon, René Cottet, André Dauchez, René-Xavier Prinet qui resteront des amis proches d’Édouard et André Saglio. Ces artistes se retrouvent aussi aux cimaises de l’exposition annuelle du Carnegie Institute of Art de Pittsburgh.
Les échanges d’œuvres et d’artistes sont alors fréquents entre la France et les États-Unis. André Saglio facilite les démarches des Américains à Paris sur un mode de relations amicales, comme en témoignent ses échanges avec John White Alexander, membre du jury du Carnegie Institute, l'éditeur d'art Robert Barrie, la journaliste Katharine DeForest, l’actrice et décoratrice Elsie de Wolfe, le sculpteur d’origine française Augustus Saint-Gaudens et son assistant John Flanagan.
En 1904, l'Exposition universelle célèbre à Saint-Louis (Missouri), l’achat à la France du territoire de Louisiane. André Saglio est chargé de l’expédition et de la présentation des œuvres d’art au pavillon français ; il écrit à Saint-Gaudens : « Quelle aventure que d’emmener jusqu’au milieu de l’Amérique près de 200 000 kg d’œuvres d’art qui représentent près de 7 000 000 de francs ! ». Le 27 mars 1904, douze Français et Françaises embarquent avec lui au Havre sur La Lorraine, dont Jules Vacherot, jardinier en chef de la Ville de Paris et ses six aides. Le catalogue de l’Exposition, section française, mentionne la liste de 650 tableaux à l’huile et aquarelles — sans compter les gravures, lithographies, sculptures, médailles, pierres gravées, éléments d’architecture, et autres œuvres d’art envoyées par la France. Le pavillon français est ouvert au public par quelques mots d’André Saglio le 5 mai 1904.
Une petite exposition au Art Institute of Chicago fait suite en 1905 : Paintings of Contemporary French Artists, 36 tableaux rassemblés par André Saglio, œuvres de 21 peintres dont Edmond Aman-Jean, Albert Besnard, Charles Cottet, André Dauchez, George Desvallières, René Ménard, René-Xavier Prinet, Édouard Saglio, Lucien Simon.
André Saglio voyage avec ses amis peintres : en 1906, il va en Italie du Nord, à Venise, avec les époux Prinet et George Desvallières. En mai-juin 1910, c’est un périple en Espagne, avec les Prinet et les Desvallières : Valladolid, Avila, Escurial, Ségovie, Tolède, Saragosse, Barcelone. En 1912, on le retrouve en Algérie avec les Prinet : Tipaza, Boghari, Constantine. Les étés, les amis se réunissent à Cabourg, autour des Prinet dans leur villa le Double-Six, et poussent jusqu’au Finistère, pays familial des Dauchez et des Lucien Simon. André Saglio aura désormais plein usage d’une petite maison de campagne, La Drésarde, voisine de la maison des Prinet à Bourbonne-les-Bains.

### La Vie parisienne
Charles Saglio a racheté La Vie parisienne en 1907. Pour ce magazine, il signe en 1909 sous le nom de plume de Drésa un roman à clés, fantaisiste et brouillon : La foire aux chefs-d’œuvre. Les initiés y reconnaissent, masqués, bien des personnages du milieu des marchands de tableaux, galeristes, mécènes, écrivains et artistes[Interprétation personnelle ?].
En 1907, Jacques Rouché acquiert La Grande revue. Il y attire nombre d’écrivains, critiques d’art, artistes : Jacques Drésa est l’un d’eux. Jacques Rouché a coutume de les réunir à dîner, les mercredis, avec des hommes politiques et autres gens remarquables. André Gide raconte une de ces soirées où Saglio provoque son agacement par un « éloge outré » adressé à Gabriele D'Annunzio.
En 1910, Jacques Rouché loue pour trois saisons le théâtre des Arts. Pour la vingtaine de créations qu’il y donnera, il engage ses dessinateurs, dont certains comme René Piot, Maxime Dethomas ou Drésa n’ont jamais travaillé pour le théâtre. Drésa débute dans cette nouvelle carrière avec Le Sicilien ou l’Amour peintre comédie de Molière, ballet de Lulli, décor et costumes de Drésa, le 28 novembre 1910. Reynaldo Hahn en livre une vive critique le lendemain : « […] on est impatient de voir se lever le rideau sur un décor Louis XIV. Or il se lève sur un décor russe […] ». Il accorde cependant à Drésa le charme du décor et des couleurs des costumes : « […] l’éclat, dans le plein jour du matin, de la robe rouge du Sénateur sur le mauve douloureux d’une étoffe pendue au balcon… c’est beaucoup d’avoir l’œil artiste. […] M. Drésa […] a fait preuve d’un incontestable talent ». Les créations du théâtre des Arts auxquelles Drésa participe se succèdent. Le 17 mai 1911 : La Nuit persane, comédie en deux actes de Jean-Louis Vaudoyer, scénographie et costumes de Jacques Drésa. Le 9 juin : Les Fêtes d’Hébé, opéra-ballet de Jean-Philippe Rameau, décors et costumes de Drésa. La même année, Pupazzi ballet en un acte sur la musique de Florent Schmitt.

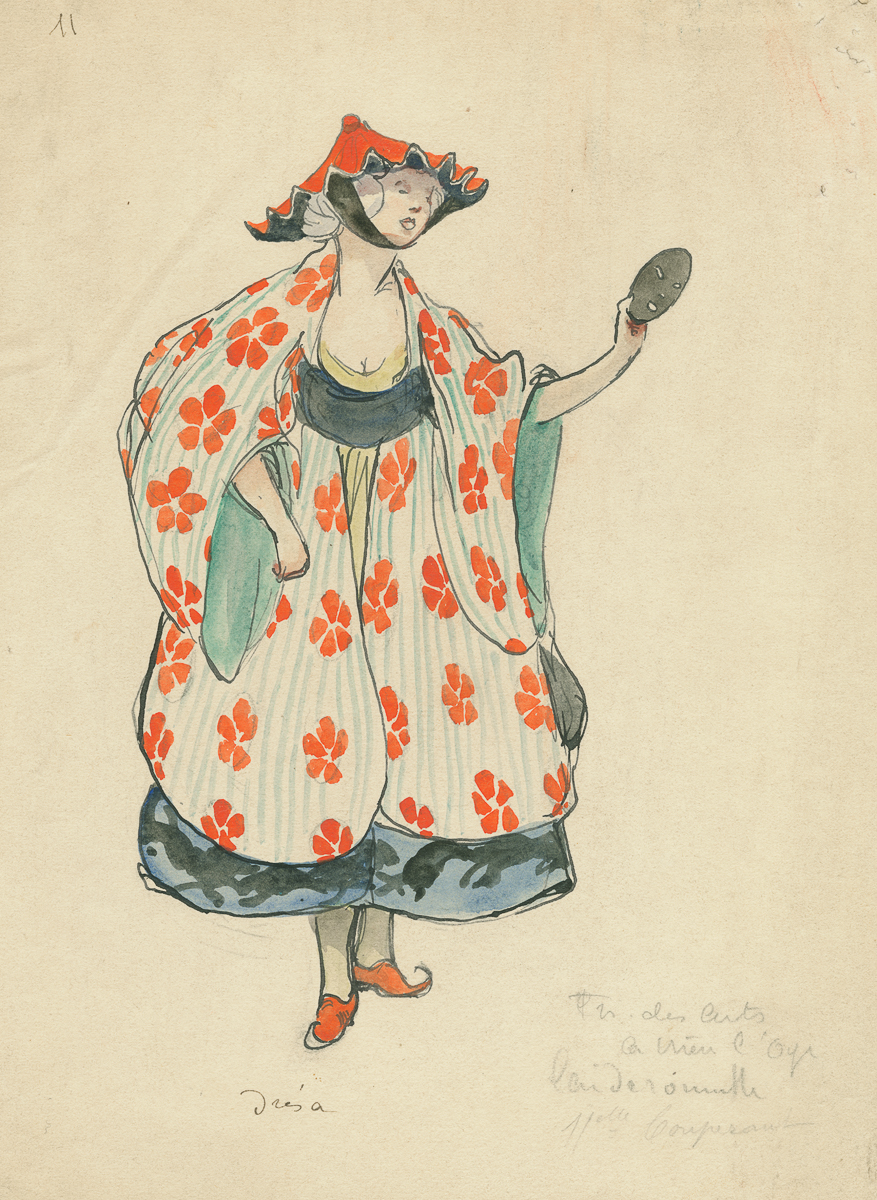
Laideronnette, impératrice des pagodes, costume pour Ma mère l'Oye, ballet de Maurice Ravel (1912), localisation inconnue.

En décembre 1911, André Saglio travaille sur une œuvre de Maurice Ravel, une idée de Jacques Rouché : un ballet, d’après la suite pour piano à 4 mains Ma mère l'Oye. La première représentation a lieu le 29 janvier 1912. Le 1er février, Maurice Ravel exprime sa joie dans une lettre à Rouché : « L’harmonie somptueuse des décors et des costumes de Drésa, d’une logique théâtrale si neuve, si personnelle, me semble le commentaire parfait de ma fantaisie musicale ». L'exécution des décors a été réalisée par un autre décorateur de talent, Georges Mouveau, qui a d'ailleurs collaboré à plusieurs reprises avec Dresa sur d'autres spectacles.Roland-Manuel dira plus tard : « […] Ma Mère l’Oye parut avec un grand succès au Théâtre des Arts […] les décors de Drésa firent merveille et ses costumes plus encore, qui évoquaient, dans une feinte confusion, les modes du grand siècle et l’ingénieux exotisme du XVIIIe : Chinoises de Boucher, négrillons de Galland […] ». Drésa a trouvé son style.
Suit aussitôt une commande de la danseuse russe Natalia Trouhanova sur les Valses nobles et sentimentales pour piano de Maurice Ravel. Trouhanova réunit quatre œuvres pour son concert de danse, organisé par Jacques Rouché au Châtelet. La première a lieu le 22 avril 1912. Les quatre compositeurs dirigent eux-mêmes chacun son œuvre : Vincent d'Indy, Istar ; Florent Schmitt, La Tragédie de Salomé ; Paul Dukas, La Péri ; Maurice Ravel : Adélaïde ou le langage des fleurs. Adélaïde est la version ballet des Valses nobles et sentimentales, une intrigue en 8 tableaux, située vers 1820, décor et costumes de Drésa.
Entre temps, Drésa expose des dessins, du 22 mars au 15 avril 1912, à la galerie J. Moleux et Cie à Paris. Avant la fin de bail du théâtre des Arts, Drésa fournit décors et costumes de deux spectacles : le 3 mai 1913, Les Aveux indiscrets opéra-comique de Monsigny (1759) et fin mai La délivrance de Renaud, ballet du roi, reconstitué par Louis Laloy et Pierre Quillard.

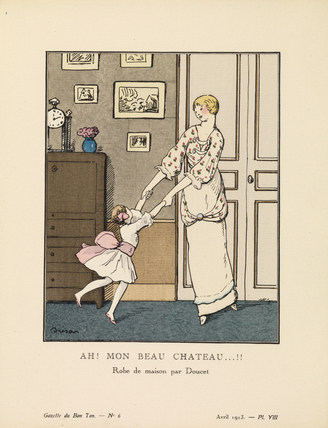
Illustration pour La Gazette du Bon Ton.

Drésa fait désormais partie du Tout-Paris : aimable causeur, on le voit chez madame Lucien Muhlfeld, chez Marguerite de Saint-Marceaux, en compagnie de Paul Morand parmi les Français de Venise, chez Misia Sert avec Jean Cocteau. Il dessine, pour La Gazette du Bon Ton fondée en 1912 par Lucien Vogel (avec le soutien de Paul Poiret), des gravures de mode légendées avec humour. Jacques Drésa y apparaît avec des artistes de renom : George Barbier, André Édouard Marty ou Georges Lepape, entre autres. La revue donne alors le « la » des élégances parisiennes.
L’Exposition universelle de Gand se tient du 26 avril au 3 novembre 1913. La présentation des œuvres d’art a été confiée à André Saglio. Il traite les dix salles d’exposition comme des salons élégants et luxueux : « L’harmonie d’ensemble primait sur la mise en valeur du morceau isolé. Le plus grand nombre des salles aux parois tendues de damas soyeux nuance tilleul se relevaient de boiseries d’acajou. Un tapis gris d’argent à large bordure marron sombre couvrait le sol. Des sièges en velours d’un violet doux y mettaient une note sourde et somptueuse, ».
Louis Süe, en rupture avec l’Art nouveau, fonde avec Drésa et quelques autres artistes et artisans L'Atelier national, qui produit meubles, étoffes, papiers peints, céramiques et tous objets de décoration intérieure,. Par ailleurs, Drésa dessine et peint affiches, faire-part, cartes de menus, abat-jours et nombreuses petites aquarelles inspirées du XVIIIe siècle. On trouve son nom sur le catalogue du Salon d'automne de 1913. En mars 1914, il expose à la galerie Eugène Druet à Paris.

### En temps de guerre
La Première Guerre mondiale est déclarée le 2 août 1914. Le 4 septembre, les Allemands sont à Reims. André Saglio, alors à Bourbonne-les-Bains, près de ses amis Jeanne et René-Xavier Prinet, se fait infirmier auprès des blessés de guerre. Fin septembre, il revient à Paris et s’engage en tant que volontaire dans l’artillerie comme canonnier de 2e classe ; il a alors 45 ans . Il est envoyé au front et y restera jusqu’en août 1916. Le 16 juillet, il a été nommé sous-lieutenant à la bataille de Verdun. Exténué, malade, il ne retournera pas au front.
En 1917, encore en convalescence, André Saglio organise à Barcelone une grande Exposition d'art français sur la proposition d’un groupe d’artistes et d’intellectuels catalans. L'exposition est un succès artistique et politique,.

### L’Opéra et l’après-guerre

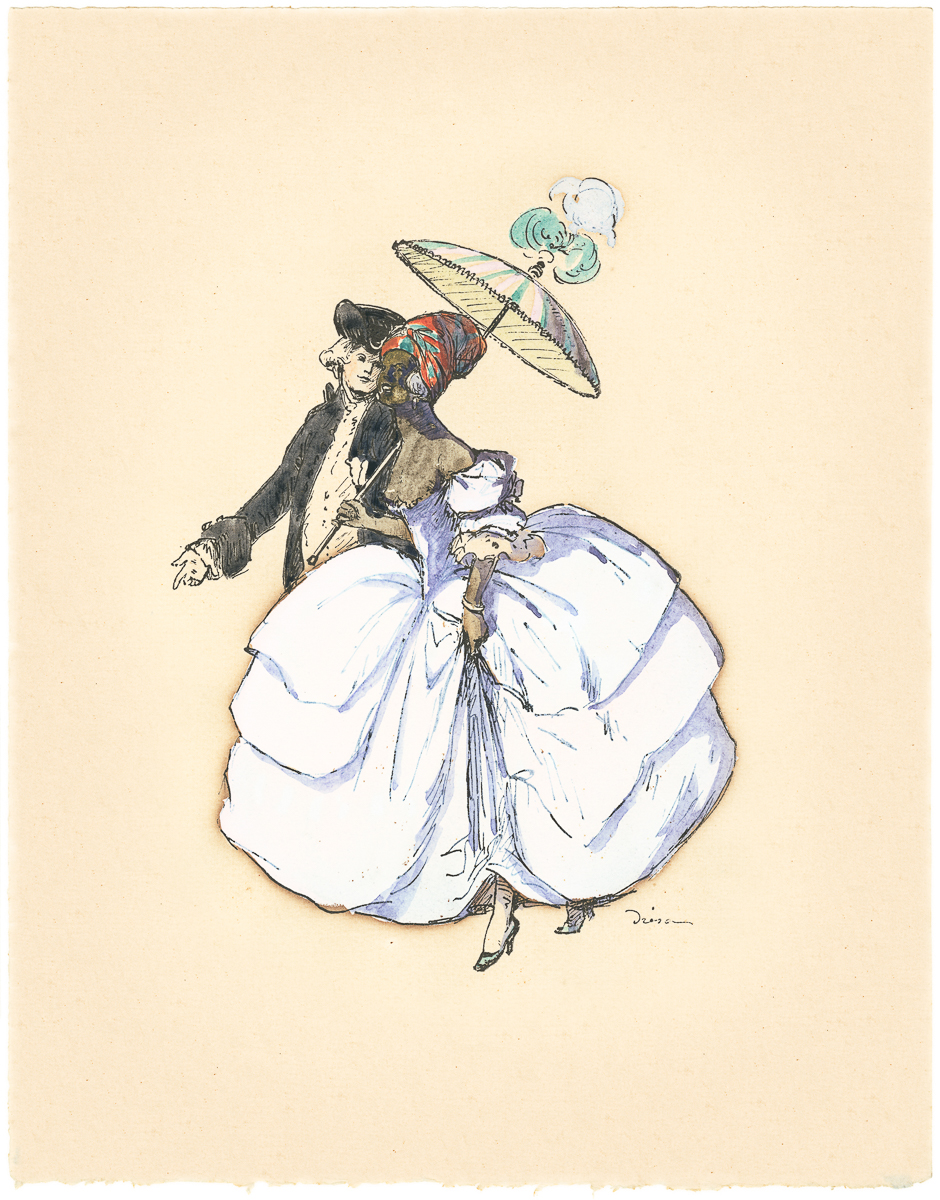
Princesses imaginaires (1919), estampe aquarellée, localisation inconnue.

Jacques Rouché avait été nommé directeur de l’Opéra de Paris en janvier 1914. Il ne peut y offrir de création avant 1918 : le 21 mars a lieu la première de Castor et Pollux, tragédie musicale en 5 tableaux de Jean-Philippe Rameau avec des décors et costumes de Drésa. La Presse salue cette représentation comme un événement. Le critique musical du Figaro, Henri Quillard, écrit : « L’art du dix-huitième siècle, dont M. Drésa s’est inspiré, n’a jamais combiné d’aussi fines harmonies de tons que la symphonie blanc et argent du tableau des Champs-Élysées, ou l’éclatante polyphonie colorée du divertissement final ». En juin 1920, c’est Antoine et Cléopâtre de Shakespeare, tragédie en 6 actes et 14 tableaux, traduction et adaptation d’André Gide, musique de ballet de Florent Schmitt, décors et costumes de Drésa. Dans son Journal, André Gide raconte avec humour « la mésentente » entre Drésa et la danseuse Ida Rubinstein à propos de ses costumes dans le rôle de Cléopâtre.
En novembre 1920, Drésa participe à l’exposition des Artisans français, chez Georges Rouard. Un service de table inscrit « Geo Rouard, 14 ave de l’Opéra (déposé) ∂résa » offre un décor discrètement Art déco. Le nom de Drésa apparaît dans des listes d’artistes décorateurs, sans préciser la nature de ses contributions. En 1925, André Saglio sera vice-président d’admission et membre du jury de la classe 26 (Les arts de la rue ; la publicité ; la Fête) à l’Exposition des Arts décoratifs et industriels de Paris.
Chaque année, une nouvelle création théâtrale porte la signature de Drésa pour les décors et les costumes. En 1921, Aimer, pièce en 3 actes de Paul Géraldy, à la Comédie-Française ; en 1922, à l’Opéra, La Flûte enchantée de Mozart, traduction française, en 2 actes et 16 tableaux ; en 1923, Le Jardin du paradis, conte lyrique en 4 actes et 8 tableaux de Robert de Flers et Caillavet d’après un conte d’Andersen, à l’Opéra. En juin 1924, Les Noces de Figaro, opéra de Mozart, chanté en italien, au théâtre des Champs-Élysées, avec la diva Ganna Walska dans le rôle de la comtesse. En 1925, à la Comédie-Française : Fantasio, de Musset et Bérénice de Racine.
Deux années de suite, Drésa est chargé d’organiser les bals de l’Opéra du Grand Prix ; en 1925 sur le thème : La Nuit créole et en 1926 : Histoires merveilleuses,.
Encore deux créations majeures à l’Opéra, décors et costumes de Drésa : le 28 février 1827, Le Chevalier à la rose, comédie musicale en 3 actes, musique de Richard Strauss, et le 29 mars 1928, Turandot, opéra de Puccini. Le Figaro précise : « C’est M. Drésa qui a conçu les décors et les costumes de Turandot. D’accord avec M. Rouché, et fidèle au style de l’ouvrage, il s’est attaché non à la reconstitution, mais à l’évocation de la Chine des pagodes et des chimères, dont les peintres et les décorateurs du dix-huitième siècle ont donné les premiers la merveilleuse image ».
Au Salon des Tuileries de 1929, il présente les toiles Vallée de Montlétang (Haute-Marne) et Roses de serre.
En mai 1929, un nouveau spectacle est en préparation : L’Écran des jeunes filles, argument de Drésa, décor et costumes de Drésa, musique de Roland-Manuel. La première représentation a lieu le 15 mai à l’Opéra. André Saglio, miné par le mal dont il souffre depuis des années, meurt à son domicile, 23 rue Oudinot, le 16 mai 1929,.

## Expositions pour le ministère des Beaux-Arts
André Saglio a participé à la préparation, à l’organisation et à la présentation d’œuvres d’art français à ces expositions à des degrés divers.
- 1889 : Exposition universelle de Paris.
- 1897 : Exposition internationale de Bruxelles.
- 1899 : Saint-Pétersbourg. Exposition internationale de peinture au Musée Stieglitz.
- 1900 : Exposition centennale de l'art français dans le cadre de l'Exposition universelle de Paris.
- 1901 : Helsingfors. Exposition française des Beaux-Arts.
- 1902 : Hanoï. Exposition d’Hanoï.
- 1904 : Saint-Louis (Missouri), Louisiana Purchase Exposition.
- 1905 : Chicago. Paintings of French Contemporary artists. The Art Institute of Chicago.
- 1905 : Exposition universelle de Liège.
- 1906 : Munich.
- 1910 : Buenos Aires. Exposiciòn Internacional del Centenario.
- 1910 : Exposition universelle de Bruxelles.
- 1911 : Rome. Esposizione internazionale di Roma. Mostra di Belli Arti. Francia.
- 1913 : Exposition universelle de Gand.
- 1917 : Barcelone. Exposition d'art français.

## Distinctions
- Chevalier en 1911, puis officier de la Légion d’honneur en 1926[53].
- Commndeur de l'ordre de Saint-Stanislas (Russie) le 17 octobre 1901.
- Croix de l'ordre d'Isabelle la Catholique (Espagne) le 23 avril 1917.

## Publications et illustrations d'ouvrages
- 1893 : « Francesco Francia orfèvre et le nouveau portrait du cardinal Alidosi », L’Art, mars 1893.
- 1893 : « Les révoltés d’autrefois au Pays latin », Revue Bleue–Paris, 1893, 2e semestre, tome LII, 15 juillet, p. 92-94.
- 1893 : Maisons d’hommes célèbres, Bibliothèque des merveilles, Hachette, Prix Saintour de l’Académie française en 1893.
- 1895 : « Marionnettes japonaises », L’Illustration no 105-161, 23 février 1895.
- 1897 : « La galerie d’un bourgeois de Paris sous Louis XIV », Revue Bleue, 21 août 1897.
- 1897 : « Bismarck à l’hôtel de Jessé. Versailles 1870-1871 », Revue Bleue, 4 décembre 1897.
- 1897 : « Le Panthéon voltairien », Revue Bleue, 25 décembre 1897. Revue Politique et Littéraire Revue Bleue, quatrième série, tome VIII, 34e année, 2e semestre ; 1er juillet au 31 décembre 1897.
- 1900 : « Centennial and retrospective by A. Saglio », in V. Champier, A. Saglio, Art et W. Walton, Exposition Universelle 1900. The Chefs-d’œuvre, Philadelphie : George Barrie & Son, 1901.
- 1901 : « An Ideal Salon » par André Saglio, in André Saglio, Guy Wetmore Carryl, et Russell Sturgis, The Field of Art, Scribner’s, november 1901, pp. 637-641.
- 1902 : Lucien Simon, L’Art décoratif, Revue mensuelle d’Art contemporain, 4e année, 2e semestre, Avril 1902-décembre 1902 ; décembre 1902, pp. 352-362.
- 1903 : « The Bigoudines », introduction par Katharine DeForest, The Century, décembre 1903, pp. 282-291.
- 1904 : « Le Suicide du monde », Mercure de France, no 173, pp. 345-355.
- 1906 : « Superstitions of the past : I.- The grove of Dodona », The Century, 50:244-5, no 6 ; II.- The feast of the vessel of Isis. The Century, 53: 102, no 7, The Century, illustrated monthly magazine, vol. LXXII nouvelle série ; Vol. I : mai 1906-octobre 1906.
- 1907 : French furniture, Londres, G.Newnes limited, Newnes library of applied art, New York. Charles Scribner & Sons, 1901.
- 1907 :
  - Le Salon Des Peintres Divisionnistes Italiens. S.l.
  - Portraits historiques à la Bibliothèque nationale, Jacques Drésa. 5 p.
  - Les Expositions. Réflexions sur la vie de Chardin, Jacques Drésa. 3 p.
- 1908 : Les Académiciennes au XVIIe et XVIIIe siècles, conférence donnée le 10 mars 1908 pour l’Exposition rétrospective des femmes artistes, et publiée à la Collection de La Grande Revue, Paris[54].
- 1909 : La foire aux chefs-d’œuvre, Drésa, 219 p. Illustrations de Fabiano. Ed. La Vie parisienne.
- 1914 : Le Sicilien ou l’Amour peintre Molière (J.B.Poquelin dit) in-8. 39 p. Illustré de 6 compositions en couleurs gravées en taille douce par Jacques Drésa. Paris Société des Amis du Livre moderne.
- 1919 : Princesses imaginaires, 10 planches de Drésa, aquarellées par Jean Saudé sous la direction de Drésa. in 4°. Société littéraire de France, Paris.
- 1919 : Le Bon Plaisir de Henri de Régnier, avec 21 eaux-fortes en couleurs, hors-texte, et vignettes gravées dans le texte de Jacques Drésa.
- 1921 : Antoine et Cléopâtre. Shakespeare (William) traduit par André Gide. 13 compositions de Drésa : 2 hors-textes, 6 en-tête et 5 culs-de-lampe ; et 60 lettrines dessinées et gravées par Llano Florès. Paris. Lucien Vogel 1921 in-8.
- 1922 : « Couture et droit d’auteur », texte et 2 dessins de Drésa. In : Bulletin de la vie artistique, 3e année, no 3, 1er février 1922, p. 54-56[55].
- 1922 : « Au cinéma : leur Charlie et notre Charlot », Le Crapouillot, 16 mai 1922, p. 17-18.
- 1926 : Autour de la Reine de Pierre de Nolhac. Une eau-forte de Henri Bérengier, illustrations en couleurs de Drésa. Lapina 1926. Coll. Les Panathénées. 160 p.
- 1927 ? : Le cheval de bois qui avait un cœur, texte de Drésa, illustrations de André Hellé. Ed. Bergier-Levrault.

## Théâtre, décors et costumes
La date pour chaque spectacle est celle de la répétition générale ou de la première représentation.

### Théâtre des arts
- 1910 : Le Sicilien ou l’Amour peintre, comédie en 1 acte de Molière, ballet de Lulli, 28 novembre 1910.
- 1911 : La Nuit persane, comédie en 2 actes de Jean-Louis Vaudoyer, 17 mai 1911.
- 1911 : Pupazzi, ballet en 1 acte, sur une musique de Florent Schmitt.
- 1911 : Les Fêtes d’Hébé, opéra ballet de Rameau, 9 juin 1911.
- 1911 : La Locandiera de Goldoni.
- 1912 : Ma Mère l’Oye, ballet en 1 acte, 5 tableaux et 1 apothéose, musique de Maurice Ravel, 29 janvier 1912.
- 1912 : Adélaïde ou le langage des fleurs, ballet en 8 tableaux, musique de Maurice Ravel, Théâtre du Châtelet., 22 avril 1912.
- 1913 : Les Aveux indiscrets, ballet, musique de Monsigny [1759], 3 mai 1913.
- 1913 : La Délivrance de Renaud, ballet du roy [Louis XIII] reconstitué par Laloy et Quillard, fin mai 1913.

### Opéra de Paris
- 1918 : Castor et Pollux, tragédie musicale en 5 actes de J.-P. Rameau, 21 mars 1918.
- 1920 : Antoine et Cléopâtre, tragédie en 6 actes et 14 tableaux de Shakespeare, traduction d’André Gide, 14 juin 1920. Avec Ida Rubinstein.
- 1921 : Aimer, pièce en 3 actes de Paul Géraldy, Comédie française, 5 décembre 1921.
- 1922 : La Flûte enchantée, opéra en 2 actes de Mozart, 22 décembre 1922.
- 1923 : Le Jardin du Paradis, conte lyrique en 4 actes et 8 tableaux d’après Andersen, 31 octobre 1923.
- 1924 : Les Noces de Figaro, opéra-bouffe en 4 actes de Mozart, Théâtre des Champs-Élysées, 30 mai 1924, avec Ganna Walska.
- 1925 : Bérénice, tragédie en 5 actes de Jean Racine, Comédie-Française, 9 mai 1925.
- 1925 : Fantasio, comédie en 2 actes d’Alfred de Musset, Comédie Française, 15 août 1925.
- 1927 : Le Chevalier à la rose, comédie musicale en 3 actes, musique de Richard Strauss, 8 février 1927.
- 1928 : Turandot, drame lyrique en 3 actes et 5 tableaux, musique de Puccini, 29 mars 1928.
- 1929 : L’Écran des jeunes filles, ballet en 2 tableaux, musique de Roland-Manuel, 15 mai 1929.
- 1941 : Jeux d’enfants, ballet, musique de Bizet, costumes de Marie-Hélène Dasté.

### Arts décoratifs

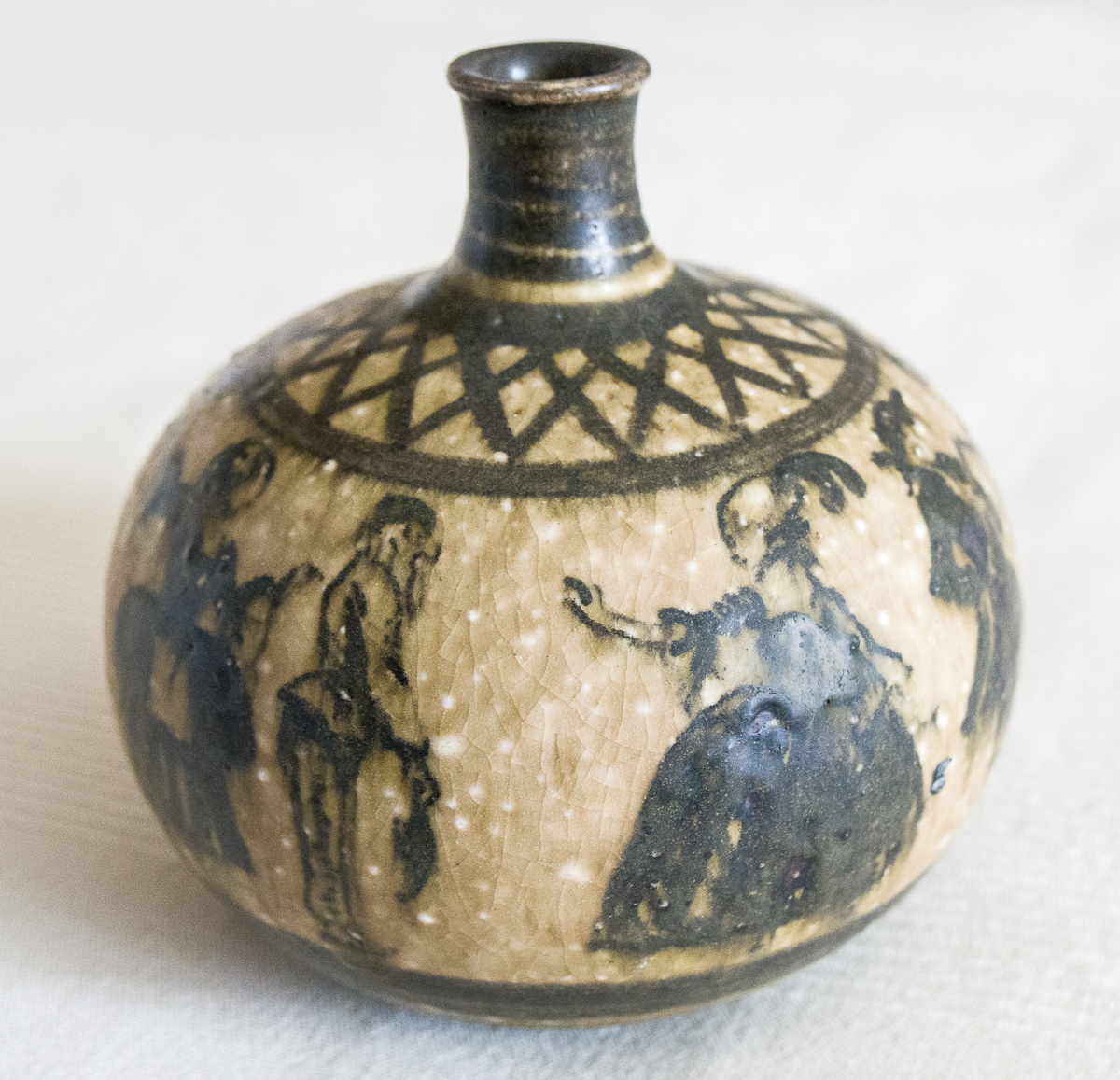
Vase en grès, inscription sous le cul-de-poterie : Fait chez l’ami Lenoble le 23 nov. 1920 Drésa, localisation inconnue.

- 1911 : Musées royaux du Cinquantenaire, Bruxelles. Catalogue d’étoffes anciennes et modernes, décrites par Madame Isabelle Errera. Troisième édition. Bruxelles 1927, p. 387. Item 457. Cretonne écrue imprimée de vert et violet. Travail français de 1911 – Hauteur du dessin : 0,37 m largeur 0,36 m. Acheté chez André Groult en 1911. Prêté par I. Errera. Ce tissu est dessiné et signé par Drésa et fabriqué par André Groult.
- 1915 : Drésa – 1162-63. Coupes en bois doré, exécutées par l’Atelier français. Exposition universelle et internationale de San Francisco. 1915. p. 254, Catalogue officiel de la section française.
- 1918 : Drésa. 2 dessins de papiers peints : Nouveaux papiers peints français, de V. Fauchier-Magnan, in : La Renaissance de l’Art français et des industries de luxe no 1, 1er mars 1918. p. 16-19.
- 1920 : Papiers peints, dessins de Drésa, in : Nouvelle fabrication française : « Patria » papiers de fantaisie (1920) Maunoury et Cie. Descriptions et attributions: by Rosamond B.Loring in: Guide to the Rosamond B. Loring collection of decorated papers, Houghton Library at Harvard. Samples 11, 14, 38, 39, 33, all designed by Drésa. Images: sample book at the Cooper Hewitt, the Smithsonian design museum. Sample Book, Patria Papiers de Fantaisie, 1920; Manufactured by Maison Maunoury et Cie ; France[56].
- 1920 : Vase en grès café-au-lait au décor brun foncé de 9 personnages en costumes du XVIIIe siècle. Inscription gravée à la main sous le cul-de-poterie : « Fait chez l’ami Lenoble le 23 nov. 1920 Drésa », localisation inconnue.

## Iconographie: portraits d’André Saglio et de sa famille
- 1895 : Émile Tournès, Portrait de M. André Saglio, localiation inconnue[57].
- 1899 : Lucien Simon, Les Amis, huile sur toile, Paris, Petit Palais. Portraits d'André Dauchez, Édouard Saglio, Charles Cottet, René Ménard, debout : André Saglio[58].
- 1902 : John Flanagan, André Saglio assis à son bureau, de profil, plaquette argenté, cuivre, galvanoplastie. Inscription : « JF/ANDRE SAGLIO/COMMISSAIRE DES EXPOSITIONS/DE BEAUX ARTS/PARIS JANVIER MCMII », Paris, (1902), musée d’Orsay
- 1902 : John Flanagan, André Saglio, Portrait ; buste ; profil ; médaille, inscription : « ANDRE SAGLIO MCMII JF ». Exemplaire en plâtre au Portland Museum of Art (en).
- 1908 : René-Xavier Prinet, La Famille Saglio. M. et Mme Edmond Saglio et leur petite-fille Jeanne Lafaye, Limoux, musée Petiet.